# After Hours (álbum de The Weeknd)
After Hours —en español, A deshoras— es el cuarto álbum de estudio del cantante canadiense The Weeknd. Fue lanzado el 20 de marzo de 2020 por XO y Republic Records. Fue producido principalmente por The Weeknd, junto con una variedad de productores como DaHeala, Illangelo, Max Martin, Metro Boomin y OPN, la mayoría de los cuales The Weeknd había trabajado anteriormente. La edición estándar del álbum no tiene colaboraciones con otros artistas, pero la edición de remixes contiene apariciones especiales de Chromatics y Lil Uzi Vert. Temáticamente, After Hours explora la promiscuidad, el exceso de indulgencia y el autodesprecio. El álbum tiene una fuerte influencia de los sonidos de los 80's.
Antes del lanzamiento del álbum, Weeknd confirmó que After Hours enfrentaría diferencias estilísticas con su predecesor, Starboy (2016). Los periodistas musicales han señalado el álbum como una reinvención artística para The Weeknd, con la introducción de influencias del new wave y dream pop. El arte y la estética del material promocional del álbum han sido descritos como psicodélicos y están inspirados en varias películas, como: Casino (1995), Fear and Loathing in Las Vegas (1998), Joker y Uncut Gems (ambas de 2019).
After Hours contó con el apoyo de cuatro sencillos: "Heartless", "Blinding Lights", "In Your Eyes" y "Save Your Tears", y los dos primeros y el último encabezaron el Billboard Hot 100 de EE. UU. Y recibieron la certificación de platino. Su tema principal fue lanzado como sencillo promocional. En marzo de 2020, After Hours rompió el récord de pre-adiciones más globales en la historia de Apple Music, con más de 1.02 millones de usuarios. El álbum recibió críticas generalmente positivas de los críticos de música, y algunos lo nombraron el mejor trabajo de Weeknd. Debutó en la cima del Billboard 200, ganando 444.000 unidades equivalentes a álbumes, de las cuales 275.000 fueron ventas puras, marcando el cuarto álbum número uno de Weeknd en los Estados Unidos. Y se mantuvo en la cima de la lista durante cuatro semanas consecutivas. También alcanzó el primer puesto en otros 20 países, incluidos Canadá y el Reino Unido. After Hours se promoverá con el After Hours til Dawn Stadium Tour, que se extenderá por América del Norte y Europa.

## Curiosidades
La canción “Scared to Live” fue escrita por el reconocido artista y compositor Elton John, quién habló positivamente de The Weeknd en una entrevista con Variety.

## Sencillos

### Heartless
Es el primer sencillo del álbum. Fue publicado el 27 de noviembre de 2019 por Republic Records. La canción fue escrita por Abel Tesfaye, Leland Wayne, Carlo Montagnese y Andre Proctor además de ser producida por Metro Boomin, The Weeknd y Dre Moon. La canción abarca el género R&B contemporáneo con algunas pinceladas de trap y pop en menor medida.
En streaming la canción debutó en el número 29 de las listas semanas con 11.907.510 reproducciones, siendo su primera entrada desde hacía más de un año. En su segunda semana, la canción tuvo expectativa y saltó del 29 al 4 por recibir 28 298 094 reproducciones en esa semana. En Estados Unidos, «Heartless» entró en el número 17 de las más escuchadas por reunir un total de 5 019 238 reproducciones, en su segunda semana la canción cobró expectativa saltando del 17 hasta el número 1, siendo el primer número 1 de The Weeknd desde su disco Starboy (2016). La canción recibió 11 224 390 la semana en la que encabezó la lista. En su tercera semana de steaming «Roxanne» de Arizona Zervas la desbancó bajando esta al número 6.
En las listas de éxitos, la canción debutó en el número 32 de la lista Billboard Hot 100 junto al award de Hot Shot Debut (🔝). En su segunda semana la canción cobró un gran incremento en streaming y ventas digitales saltando del top 40 hasta el 1 siendo el salto más fuerte de una canción de The Weeknd en toda su carrera. Esa semana la canción recibió los awards de Biggest Gain in Digital Sales y el Biggest Gain in Streaming. En su tercera semana en lista, la canción fue desbancada del pico de la lista por el villancico pop «All I Want for Christmas Is You» de Mariah Carey bajando éste al número 16 de la lista Esta es la canción de The Weeknd que más variedad de streaming y ventas ha recibido en toda su carrera. Ya que en las otras el incremento o el decrecimiento era estructurado.

### Blinding Lights
Esta es el segundo sencillo del álbum After Hours, la canción fue publicada el 29 de noviembre de 2019 por la discográfica Republic Records. La canción fue escrita por
Abel Tesfaye, Ahmad Balshe, Jason Quenneville el productor Max Martin y Oscar Holter. «Blinding Lights» abarca el género synth pop.
En streaming, la canción debutó en el número 7 del Top 200 Global por recibir 26 070 135 reproducciones en esa semana. Mientras que la canción «Heartless» saltaba del 29 al 4 en esa misma semana, convirtiendo a The Weeknd en el primer artista de 2020 en tener dos canciones top 10 del mismo álbum y a la vez. En las siguientes semanas la canción iría tanteando del top 20 al 10, debido al streaming en gran medida de los villancicos navideños. Ya en su quinta eme a la canción volvería a subir de nuevo al top 10 ingresando en la posición número 8 por recibir 24 279 792 reproducciones, en su sexta semana recibiría una nueva mejor posición debido a su salto del 8 al 6. A partir de esas semanas la canción se iría elevando lentamente hasta que en su semana número trece en lista la canción ascendió al pico, siendo la primera canción que llega al pico de la lista mundial de streaming de The Weeknd desde su sencillo «Starboy» para su disco homónimo Starboy (2016), la canción recibió esa semana 43 653 241 reproducciones diarias, desbancando al Mega éxito tecnopop «Dance Monkey» de la cantante australiana Tones and I, y se convirtió en el tercer número 1 de The Weeknd en la lista de streaming internacional.
En Estados Unidos, la canción recibió menos acogimiento que en el resto del mundo, ya que desde el lanzamiento de «Heartless» las expectativas bajaron notablemente. La canción debutó en el número 3 la misma semana en la que «Heartless» llegó al número 1. En las siguientes semanas la canción iría perdiendo escuchas debido a la llegada de la Navidad y los lanzamientos de fin de año. No sería hasta en su semana número 15 donde la canción encabezaría una nueva posición siendo esta la número 2.
En listas de éxitos la canción debutó en el número 11 en la misma semana que «Heartless» encabezó la lista. Sin embargo la expectativa iría bajando en las siguientes debido al poco éxito que recibió el sencillo principal, hasta que en su semana número doce la canción entraría por primera vez en el top 10 y fuera subiendo más hasta que consiguió el top 5 por saltar del 7 al 4 en su semana número 15, siendo el segundo top 10 del álbum. Con el lanzamiento del álbum, la canción batió récords del artista al ser su primera canción que llega a recibir más de 8 000 000 de reproducciones en un día. En Estados Unidos, la llegada del álbum impulsó la nación a desbancar a «The Box» de Roddy Ricch del número 1 por recibir 2 335 059 reproducciones, impulsandola al pico y convirtiéndose en el primer número uno del álbum y el quinto de The Weeknd en el país. Tras desbancar a Roddy del pico. El cantante se convirtió en el segundo artista en liderar la lista con un sencillo («Blinding Lights») y un álbum al mismo tiempo (After Hours) siendo Tiffany la otra artista aparte del cantante que consiguió dicha hazaña con «Could've Been» y su álbum de estudio debut Tiffany (1988).
Esta canción causó sorpresa  en algunas personas, ya que creían que era una canción lanzada en la década de los 80'S debido a su instrumental.

### In Your Eyes
Es el tercer sencillo del cuarto álbum de estudio del cantante. Publicado el 21 de marzo de 2020 junto al resto del álbum. La canción fue escrita por Abel Tesfaye, Ahmad Balshe, Max Martin y Oscar Holter. Abarca los géneros disco y synth pop. Recibiendo un toque retro en sus acordes.
La canción debutó su primer día en el número 4 de las listas diarias por recibir 4 822 111 reproducciones diarias. En Estados Unidos la canción debutó en el top 5, contrasten Te en la cuarta posición por recibir 2 005 612 reproducciones diarias.
La canción tiene un remix con Doja Cat y un remix con el saxofonista Kenny G.

## Vídeos musicales

### Snowchild
Aunque aún no forma parte del álbum, muchos consideran este el verdadero comienzo de After Hours, en este video podemos ver a The Weeknd pasar por todos los momentos importantes de su carrera siendo dibujados:

#### #1: Trilogy
En este punto podemos ver a The Weeknd en Ontario caminando directamente a la casa en la que vivió cuando era niño, esta parte hace referencia a su primer tema como solista «House Of Balloons». En este escenario, el dibujo toma un color muy claro, variando entre blanco y marrón.

#### #2:Kiss Land
En este punto podemos ver a The Weeknd caminar por sitios idénticos a lo que podrían ser lugares nocturnos japoneses, esta parte hace varias referencias a «Belong to the World». En este escenario, el dibujo toma colores oscuros y brillosos característicos de la mayoría de animes.

#### #3:Beauty Behind the Madness
En este punto podemos ver a The Weeknd caminar hacia la mansión que aparece en «The Hills», solo que en esta ocasión es de día y no como en la canción original que es de noche. En este escenario, el dibujo toma colores variados.

#### #4:Starboy
En este punto, The Weeknd camina hacia su casa y entra a un cuarto, de pronto, 2 personas se aparecen y empiezan a luchar contra él, aquí The Weeknd usa 2 cruces en vez de una como lo hacía en la canción «Starboy», al final, The Weeknd lucha contra una pantera, en esta parte, la pantera haría una especie de cameo, ya que esta misma aparece en la ya mencionada canción. En este escenario, el dibujo vuelve a tomar colores oscuros y brillosos.

#### #5:My Dear Melancholy,
Aunque aún no está confirmado si The Weeknd hace alusión a este álbum en esta canción, hay quienes dicen que sería lo más probable, ya que sale The Weeknd quemando unas cosas y aparecen lo que podría ser unos murciélagos, los mismos que aparecen en la canción «Call Out My Name». En este escenario, el dibujo sigue teniendo colores oscuros, pero menos brillosos que antes.

#### #6:After Hours
En este punto, el cantante aparece tirado en un desierto como el de «Until I Bleed Out», en esta parte, The Weeknd se levanta y empieza a caminar hacia Las Vegas, aquí The Weeknd entra a un casino y aparece la escena final que hace referencia a «Heartless». En este punto, el dibujo toma colores brillosos y variados.

### Heartless
El vídeo musical para el primer sencillo «Heartless» fue publicado en el canal oficial de The Weeknd el 3 de diciembre de 2019. Con este vídeo se continúa «la película» que ha formado con sus demás vídeos musicales de los sencillos de su álbum After Hours.
En el vídeo se muestra a The Weeknd, junto con Metro Boomin viviendo la vida nocturna en un casino en Las Vegas. De este vídeo desprende una de las escenas que caracterizaría más su nueva era, donde le da un lametón a una rana para obtener sus efectos alucinógenos.

### Blinding Lights
Su vídeo musical fue lanzado el 21 de enero de 2020.
Es la continuación del vídeo de «Heartless». Comienza con The Weeknd en la escena final del vídeo anterior. Pero ahora se le muestra a él solo, principalmente manejando un AMG GT C Roadster de la marca alemana Mercedes-Benz, con quien en ese momento tenía un contrato para usar uno de sus automóviles para este vídeo musical. Hay escenas donde se le ve a él solo también dentro de un club admirando a una modelo, quien muchos han mencionado que es una posible referencia a su actual expareja Bella Hadid. En una de las escenas finales dentro de ese club, es golpeado por los guardias de seguridad del lugar, dejándolo herido de la cara, y dando ahí la explicación de la estética usada para este álbum, ya que a partir de ese vídeo, en sus siguientes apariciones en vídeos y programas en vivo, se le observa golpeado y ensangrentado.
Cabe aclarar que mientras The Weeknd está en un bar viendo a la mujer cantando, se puede ver colores verdes y muy bajos en las caras de la mujer y en la de The Weeknd, volviendo a hacer referencia a «Belong to the World».

### Blinding Lights (Live On Jimmy Kimmel Live! / 2020)
Publicado el 23 de enero de 2020, y pesar de no ser un vídeo musical oficial como tal, The Weeknd usa esa presentación en vivo para conectar con su siguiente vídeo.
Aquí ya se le observa con el rostro herido y con un carácter más serio, haciendo referencia a su vídeo de «Blinding Lights» donde anteriormente fue golpeado.

### After Hours(cortometraje)
Publicado el 4 de marzo de 2020.
El vídeo comienza con The Weeknd al final de su presentación en vivo en el show de Jimmy Kimmel Live!. Al final de la presentación se le nota feliz, pero conforme va saliendo del estudio del show, su semblante va cayendo hasta el punto de verse cabizbajo totalmente mientras se adentra a una estación de metro donde rompe en llanto al sentirse solo y culpable de sus situaciones amorosas fallidas. Al momento que comienza a sonar la canción «After Hours», The Weeknd es arrastrado por la estación de metro, por una fuerza desconocida. El vídeo termina con una pareja discutiendo, que se introduce a un elevador donde se encuentra The Weeknd, usando gafas oscuras y un semblante más amenazador, donde al cerrarse las puertas del elevador, comienzan a sonar gritos, haciendo referencia a que el cantante asesinó a alguien.
Durante el transcurso del vídeo, se pueden escuchar pequeños fragmentos de otras canciones pertenecientes al álbum, tales como «Too Late», «Faith», «In Your Eyes» y un fragmento instrumental de «After Hours».

### In Your Eyes
Publicado el 23 de marzo de 2020.
El vídeo comienza con la escena final del Short film, donde The Weeknd asesina al hombre que acompañaba a la chica que sería la protagonista de este vídeo.
Se ve a la chica huyendo de The Weeknd, que pasa el vídeo acechándola y persiguiéndola. En una escena del vídeo, la chica toma un hacha y se decide a confrontar al cantante, quedando ambos encerrados en una especie de almacén. The Weeknd la observa tras su espalda, y la chica al darse la vuelta y verlo, opta por cortarle la cabeza a The Weeknd de un hachazo. Y el vídeo termina con ella, bailando con la cabeza cortada del cantante.
Este vídeo es uno de los vídeos musicales del artista con restricción de edad.

### Too Late
Publicado el 22 de octubre de 2020.
El principio del vídeo parece no tener nada que ver con la historia de The Weeknd en Las Vegas: dos chicas regresan en coche a casa tras realizarse una operación estética, y mientras hablan de The Weeknd, encuentran precisamente su cabeza en medio de la carretera, uniendo así este videoclip con el anterior. Tras el desconcierto inicial, deciden llevársela a casa y «disfrutar» de ella; primero, se besan con la cabeza en la piscina, para después acabar llamando a un estríper y vistiéndole con el característico traje con americana roja. A continuación, una de ellas degüella al hombre y cosen la cabeza de The Weeknd a su cuerpo (vestido con el traje rojo) y comienzan a hacer un trío con el cadáver. En el videoclip se intuye cómo el cadáver resucita en pleno acto para continuar con la historia. Este vídeo tiene restricción de edad.

### Until I Bleed Out
Publicado el 7 de abril de 2020.
El vídeo muestra a The Weeknd continuando con la personalidad que se encuentra en todo el material promocional de la era y se lo ve navegando en una mansión llena de globos de una manera perdida, aturdida y dañada.

### Save Your Tears
Publicado el 5 de enero del 2021.
En este video podemos ver a The Weeknd en un concierto nuevamente con su ya característico traje rojo, pero esta vez sin las heridas en la cara, el video empieza con él cantando y caminando entre el público mientras baila, también se le puede apreciar arrojando un trofeo fuera del escenario, probablemente haciendo referencia a los Grammy, al cabo de un rato, The Weeknd invita a una muchacha a bailar en el escenario mientras oculta una pistola en su espalda, después se va la luz y esta al regresar, The Weeknd tiene la mano de la muchacha con la pistola apuntando a la cabeza de él, ya en lo último, The Weeknd termina el concierto y se apunta con la pistola, y este al dispararla, sale confeti, el video termina con la multitud aplaudiéndole.

## Recepción

### Comercial
After Hours debutó en el número 1 del Billboard 200 vendiendo 418.000 copias. En su primera semana de publicación el álbum debutó en el puesto número una de la lista de álbumes de Estados Unidos por la venta de más de 418.000 copias en total. Siendo el quinto álbum del propio artista en debutar en esta posición. El cantante se convirtió en el oriente artista masculino en conseguir un sencillo número uno y un álbum en la misma posición simultáneamente. Siendo la Estrella ochentera Tiffany quien consiguió ese récord con su canción «Could've Been» y su álbum debut Tiffany (1987). En su segunda semana en lista, el éxito «Blinding Lights» consiguió permanecer por una segunda semana en lo alto de la lista mientras que el álbum encabezaba por una segunda semana consecutiva la lista de álbumes.
Reportes después verificaron que After Hours se convirtió en el debut con más copias vendidas en lo que va de 2020, por vender 417.000 copias vendidas.

### Crítica
AnyDecentMusic recopiló las críticas como las de NME, The Guardian y The Independent.
“Cuando Abel Tesfaye apareció por primera vez hace nueve años como The Weeknd, llegó con un sonido y una estética tan impecablemente construidos que rápidamente se convirtió en una prisión creativa. Si bien su mezcla temprana de triste R&B y letras emocionalmente abatidas parecía fresca en el trío de mixtapes influyentes aprobados por Drake en 2011: House of Balloons, Thursday y Echoes of Silence, en su decepcionante debut en el sello principal, Kiss Land (2013) la presunción se había desgastado.
Un replanteamiento estaba en orden. Al igual que con su avance comercial de Beauty Behind the Madness (2015), hogar del ágil disco funk de «Can't Feel My Face», que ofreció una edición de PG de los lípidos tropos de sexo y consumo de drogas de The Weeknd, y su inflado seguimiento de Starboy (2016). , el nuevo álbum After Hours intenta mezclar las mopas de antaño alimentadas por goteo y adictas a las drogas con los luminiscentes, Max Martin, con la ayuda de bangers que su madre puede cantar.”

## Lista de canciones
| N.º | Título                        | Escritor(es) | Productor(es)                                                             | Duración |  |
| 1.  | «Alone Again»                 | Abel Tesfaye · Adam Feeney · Carlo Montagnese · Jason Quenneville                                                     | Carlo Montagnese · Abel Tesfaye · Jason Quenneville · Frank Dukes         | 4:10     |  |
| 2.  | «Too Late»                    | Abel Tesfaye · Carlo Montagnese · Eric Burton Frederic · Jason Quenneville                                            | Carlo Montagnese · Abel Tesfaye · Jason Quenneville · Nate Mercereau      | 4:00     |  |
| 3.  | «Hardest To Love»             | Abel Tesfaye · Karl Martin Sandberg · Oscar Holter                                                                    | Karl Martin Sandberg · Oscar Holter · Abel Tesfaye                        | 3:31     |  |
| 4.  | «Scared to Live»              | Abel Tesfaye · Ahmad Balshe · Bernard J.P. Taupin · Daniel Lopatin · Elton John · Karl Martin Sandberg · Oscar Holter | Karl Martin Sandberg · Oscar Holter · Abel Tesfaye                        | 3:11     |  |
| 5.  | «Snowchild»                   | Abel Tesfaye · Ahmad Balshe, Carlo Montagnese · Jason Quenneville                                                     | Abel Tesfaye · Carlo Montagnese · Jason Quenneville                       | 4:07     |  |
| 6.  | «Escape from LA»              | Abel Tesfaye · Carlo Montagnese · Leland Tyler Wayne · Mike McTaggart                                                 | Leland Tyler Wayne · Abel Tesfaye · Carlo Montagnese                      | 5:56     |  |
| 7.  | «Heartless»                   | Abel Tesfaye · Andre Eric Proctor · Carlo Montagnese · Leland Tyler Wayne                                             | Leland Tyler Wayne · Abel Tesfaye · Carlo Montagnese · Andre Eric Proctor | 3:18     |  |
| 8.  | «Faith»                       | Abel Tesfaye · Ahmad Balshe · Carlo Montagnese · Leland Tyler Wayne                                                   | Leland Tyler Wayne · Abel Tesfaye · Carlo Montagnese                      | 4:43     |  |
| 9.  | «Blinding Lights»             | Abel Tesfaye · Ahmad Balshe · Jason Quenneville · Karl Martin Sandberg · Oscar Holter                                 | Karl Martin Sandberg · Oscar Holter · Abel Tesfaye                        | 3:20     |  |
| 10. | «In Your Eyes»                | Abel Tesfaye · Ahmad Balshe · Karl Martin Sandberg · Oscar Holter                                                     | Karl Martin Sandberg · Oscar Holter · Abel Tesfaye                        | 3:58     |  |
| 11. | «Save Your Tears»             | Abel Tesfaye · Ahmad Balshe · Jason Quenneville · Karl Martin Sandberg · Oscar Holter                                 | Karl Martin Sandberg · Oscar Holter · Abel Tesfaye                        | 3:36     |  |
| 12. | «Repeat After Me (Interlude)» | Abel Tesfaye · Daniel Lopatin · Kevin Parker                                                                          | Kevin Parker · Daniel Lopatin                                             | 3:16     |  |
| 13. | «After Hours»                 | Abel Tesfaye · Ahmad Balshe · Carlo Montagnese · Jason Quenneville · Mario Winans                                     | Carlo Montagnese · Abel Tesfaye · Jason Quenneville · Mario Winans        | 6:01     |  |
| 14. | «Until I Bleed Out»           | Abel Tesfaye · Daniel Lopatin · Leland Tyler Wayne · Mejdi Rhars · Notinbed                                           | Leland Tyler Wayne · Daniel Lopatin · Prince 85 · Abel Tesfaye · Notinbed | 3:11     |  |

| Versión de lujo |                    |                                                                                    |          |  |
| N.º             | Título             | Letras                                                                             | Duración |  |
| 15.             | «Nothing Compares» | Ahmad Balshe, Eric Burton, Nathaniel Mercereau, Jason Quenneville, Abel M. Tesfaye | 3:42     |  |
| 16.             | «Missed You»       | Jason Quenneville, Abel M. Tesfaye                                                 | 2:24     |  |
| 17.             | «Final Lullaby»    | Jason Quenneville, Abel M. Tesfaye                                                 | 3:05     |  |
| 9:11            |                    |                                                                                    |          |  |

## Posicionamiento en listas
| Listas (2020)                           | Mejor posición |
| --------------------------------------- | -------------- |
| Australia (ARIA)                        | 1              |
| Austria (Ö3 Austria)                    | 1              |
| Bélgica (Ultratop flamenca)             | 1              |
| Bélgica (Ultratop valona)               | 2              |
| Canadá (Billboard Canadian Albums)      | 1              |
| República Checa (ČNS IFPI)              | 1              |
| Dinamarca (Hitlisten)                   | 1              |
| Países Bajos (Album Top 100)            | 1              |
| Estonian Albums (Eesti Tipp-40)         | 1              |
| Finlandia (Suomen Virallinen Lista)     | 1              |
| French Albums (SNEP)                    | 2              |
| Alemania (Offizielle Top 100)           | 5              |
| Hungría (MAHASZ)                        | 11             |
| Icelandic Albums (Plötutíðindi)         | 1              |
| Irlanda (OCC)                           | 1              |
| Italia (FIMI)                           | 1              |
| Japan Hot Albums (Billboard Japan)      | 76             |
| Lithuanian Albums (AGATA)               | 1              |
| Mexican Albums (AMPROFON)               | 1              |
| Nueva Zelanda (Recorded Music NZ)       | 1              |
| Noruega (VG-lista)                      | 1              |
| Polonia (ZPAV)                          | 8              |
| Portugal (AFP)                          | 2              |
| Escocia (Scottish Albums Chart)         | 2              |
| Slovak Albums (ČNS IFPI)                | 1              |
| South Korean Albums (Gaon)              | 73             |
| España (PROMUSICAE)                     | 3              |
| Suecia (Sverigetopplistan)              | 1              |
| Suiza (Schweizer Hitparade)             | 1              |
| Reino Unido (UK Albums Chart)           | 1              |
| Estados Unidos (Billboard 200)          | 1              |
| Estados Unidos (Top R&B/Hip-Hop Albums) | 1              |